# 新宿セントラルパークシティ
新宿セントラルパークシティ（しんじゅくセントラルパークシティ）は、再開発によって新宿新都心（東京都新宿区西新宿）に作られた施設・ビル群である。

## 概要
土地利用上または防災上多くの問題を抱えていた地域を「西新宿六丁目西第6地区第一種市街地再開発事業」として再開発に着手、1988年の協議会が発足から20年超えの歳月を経て、2010年2月に竣工した。
新宿中央公園の北側に隣接し、ニューヨークのセントラル・パークを連想させる立地から名称にセントラルパークを冠した。
44階建ての『セントラルパークタワー・ラ・トゥール新宿』と17階建ての『住友不動産新宿セントラルパークビル』および沿道の賑わいを創出する低層部の『生活支援施設（商業施設）』で構成される。敷地は東から西に9ｍ下がる傾斜地であるため、メインエントランスを2階、駐車場への出入り口、車寄せを1階に設けている。
建物内には24時間営業のスーパー「マルエツ プチ」、フィットネスルーム、ゴルフレンジ等様々な施設やコンシェルジュデスクも備え、近隣ホテルとの提携サービスも行っている。ほかに新宿駅まで無料のシャトルバスを運行している。

## セントラルパークタワー・ラ・トゥール新宿
地上44階建て、賃貸タワーマンション兼オフィスビルで、7階まではオフィスフロア、8 - 44階が住居フロア、総戸数は842戸（地権者用住宅などを含む）で構成される。賃貸住戸の貸主は住友不動産である。東側には自由に入れる植栽された広い庭がある。
「新宿スカイスクレイパー」を景観コンセプトとして位置づけ、既成のオフィスビル群と違和感なく調和し、かつ存在感のあるビルデザインとするため、中層部は最小限サイズのバルコニー、高層部は完全バルコニーレスの住戸とした。これによって、住宅としては他に類を見ない全面ガラスカーテンウォールのシンプルな外装を実現した。
詳細は「セントラルパークタワー・ラ・トゥール新宿」の項を参照せよ。

## 住友不動産新宿セントラルパークビル
セントラルパークタワーの北側に建設されたオフィスビルで、青いガラス張りでセントラルパークタワーと統一されたデザインである。17階建て。1階に貸し会議室・イベントホールの『ベルサール新宿セントラルパーク』が配された。

## アクセス
- 新宿駅より徒歩14分（西口）
- 都営地下鉄大江戸線都庁前駅より徒歩5分
- 地下鉄丸ノ内線・西新宿駅より徒歩6分
- 西武新宿線・西武新宿駅より徒歩16分
- この他に新宿駅西口から無料シャトルバスが運行されている。

## ギャラリー
- セントラルパークビル側から見たセントラルパークシティ(奥がラトゥール新宿)
- 建設中のビル